# Eulemur fulvus
Il lemure bruno (Eulemur fulvus É. Geoffroy, 1796) è un primate appartenente alla famiglia Lemuridae, endemico del Madagascar.

## Descrizione

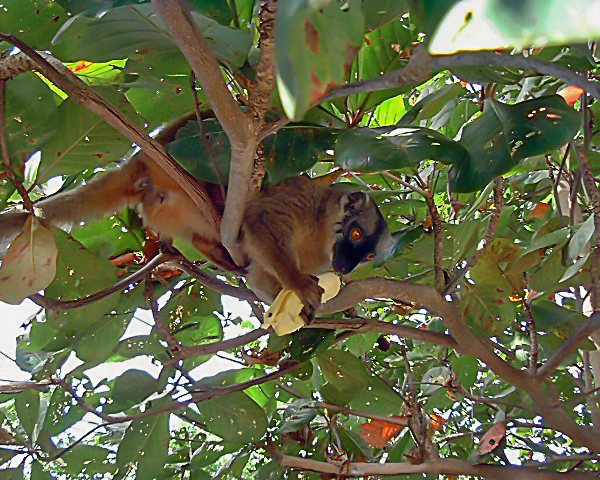

È un primate di taglia medio-piccola, lungo circa 50 cm, per un peso di 2,5-3,0 kg. Ha una coda lunga quanto il corpo.

La pelliccia è di colore dal bruno al grigio. Il muso, glabro e nero, è circondato da barba e basette bianche.

Gli occhi sono di un intenso color arancio. In corrispondenza dei polsi presenta delle ghiandole odorose, utilizzate per la comunicazione olfattiva.

## Biologia

### Comportamento

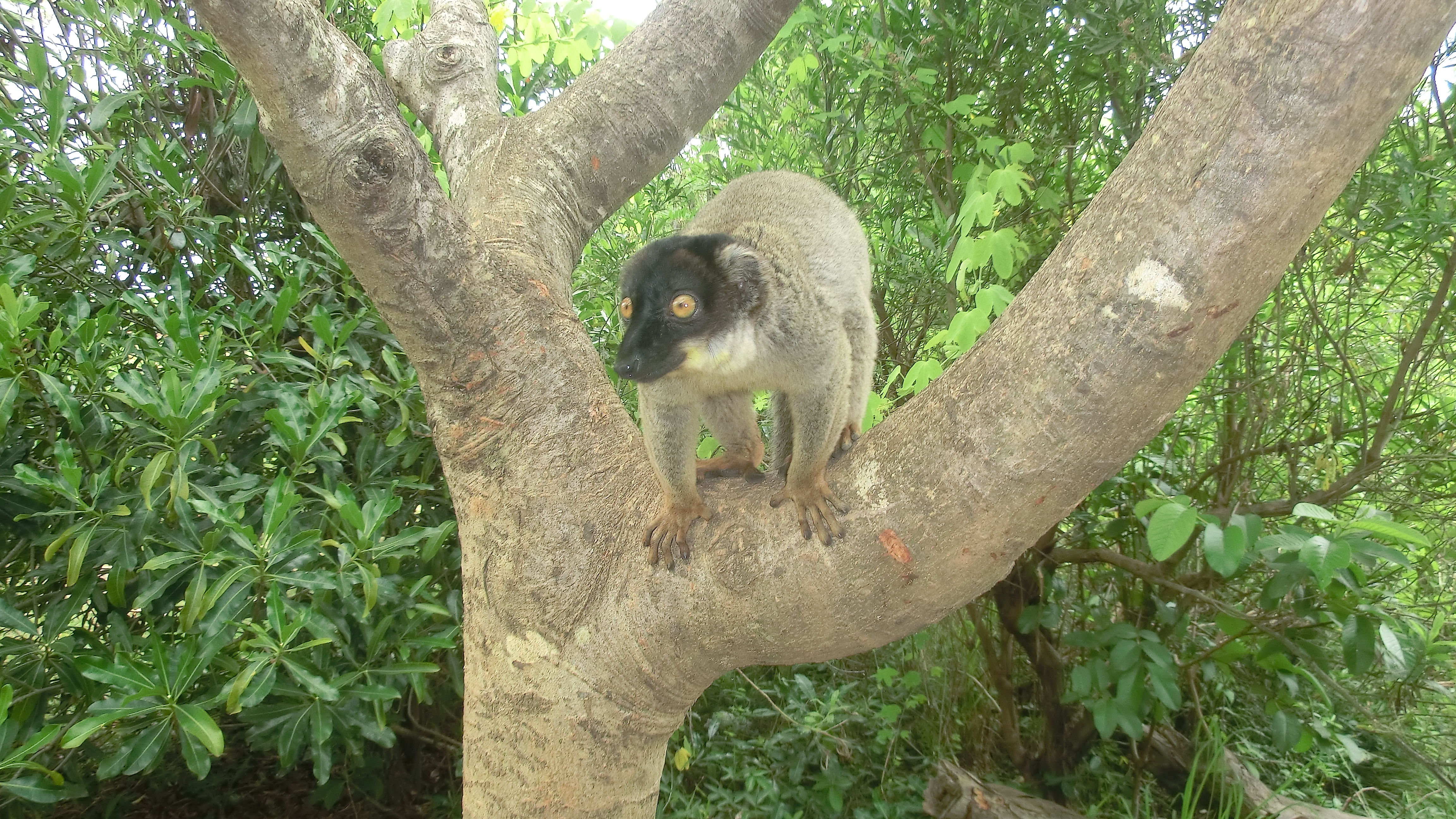

È una specie arboricola, con abitudini diurne. Si muove sui rami degli alberi con andatura quadrupede, utilizzando la lunga coda come bilanciere.

È un animale sociale che vive in piccoli gruppi da 2 a 20 esemplari. I rapporti sociali sono rafforzati dal grooming, che viene praticato utilizzando sia le mani e la lingua che il pettine dentale, derivante dalla fusione di incisivi e canini.
Nella foresta di Berenty (Madagascar meridionale) esiste una popolazione ibrida, introdotta tra la fine degli anni settanta e gli inizi degli anni ottanta, di E. fulvus  × collaris. È stato dimostrato, con analisi quantitative, che questi lemuri hanno una gerarchia lineare a dominanza femminile e presentano comportamenti riconciliatori dopo le aggressioni. Inoltre, i livelli di stress individuali (misurati con comportamenti self-directed) sono tanto più alti quanto più gli animali sono bassi in gerarchia. Lo stress aumenta in seguito alle aggressioni, ma la riconciliazione tra due ex contendenti sembra però in grado di riportare lo stress ai livelli basali.

### Alimentazione
Si nutre di foglie, fiori e corteccia.

## Distribuzione e habitat
È diffuso in una area del Madagascar nord-occidentale compresa tra il fiume Betsiboka e Analalava. È stato introdotto dall'uomo sull'isola Mayotte (Comore).

## Tassonomia
La tassonomia del genere Eulemur è stata sottoposta di recente a una globale revisione.

Molte di quelle che in passato erano considerate sottospecie di E. fulvus (E. f. albifrons, E. f. sanfordi, E. f. rufus, E. f. albocollaris, E. f. collaris) sono oggi considerate al rango di specie a sé stanti (E. albifrons, E. cinereiceps, E. collaris, E. rufus, E. sanfordi).
La sottospecie E. fulvus mayottensis non è più riconosciuta come valida: si tratterebbe semplicemente di una popolazione di E. fulvus introdotta nelle isole Comore dall'uomo.

## Conservazione
La IUCN red list considera E. fulvus una specie a basso rischio di estinzione.
Lo si può osservare nel Parco nazionale di Ankarafantsika e nelle Riserve di Manongarivo, Bora, Analamazaotra e Ambohitantely.